# Diviziunea de recensământ 8, Alberta
Diviziunea de recensământ din provincia canadiană Alberta cuprinde:
- Cities (Orașe)
  - Lacombe
  - Red Deer

- Towns (Localități urbane)
  - Bentley
  - Blackfalds
  - Bowden
  - Eckville
  - Innisfail
  - Penhold
  - Ponoka
  - Rimbey
  - Sylvan Lake

- Villages (Sate)
  - Alix
  - Clive
  - Delburne
  - Elnora
- Summer villages (Sate de vacanță
  - Birchcliff
  - Gull Lake
  - Half Moon Bay
  - Jarvis Bay
  - Norglenwold
  - Parkland Beach
  - Sunbreaker Cove
- Municipal districts (Districte municipale)
  - Lacombe County
  - Ponoka County
  - Red Deer County
- Improvement districts (Teritorii neîncorporate)

- Indian reserves (Rezervații indiene)
  - Montana 139
  - Samson 137
  - Samson 137A